# Banvou
Banvou és un municipi francès situat al departament de l'Orne i a la regió de Normandia. L'any 2007 tenia 601 habitants.

## Demografia

### Població
El 2007 la població de fet de Banvou era de 601 persones. Hi havia 223 famílies de les quals 46 eren unipersonals (25 homes vivint sols i 21 dones vivint soles), 70 parelles sense fills, 99 parelles amb fills i 8 famílies monoparentals amb fills.
La població ha evolucionat segons el següent gràfic:
Habitants censats

### Habitatges
El 2007 hi havia 265 habitatges, 225 eren l'habitatge principal de la família, 27 eren segones residències i 13 estaven desocupats. 261 eren cases i 1 era un apartament. Dels 225 habitatges principals, 172 estaven ocupats pels seus propietaris, 51 estaven llogats i ocupats pels llogaters i 1 estava cedit a títol gratuït; 2 tenien una cambra, 16 en tenien dues, 46 en tenien tres, 63 en tenien quatre i 97 en tenien cinc o més. 182 habitatges disposaven pel capbaix d'una plaça de pàrquing. A 77 habitatges hi havia un automòbil i a 130 n'hi havia dos o més.

### Piràmide de població
La piràmide de població per edats i sexe el 2009 era:
| Homes | Edats   | Dones |
| ----- | ------- | ----- |
| 0     | 95 o +  | 0     |
| 0     | 90 a 94 | 0     |
| 0     | 85 a 89 | 4     |
| 0     | 80 a 84 | 4     |
| 4     | 75 a 79 | 8     |
| 16    | 70 a 74 | 8     |
| 0     | 65 a 69 | 20    |
| 20    | 60 a 64 | 4     |
| 4     | 55 a 59 | 8     |
| 12    | 50 a 54 | 24    |
| 36    | 45 a 49 | 24    |
| 28    | 40 a 44 | 20    |
| 20    | 35 a 39 | 20    |
| 8     | 30 a 34 | 4     |
| 16    | 25 a 29 | 16    |
| 12    | 20 a 24 | 8     |
| 24    | 15 a 19 | 24    |
| 16    | 10 a 14 | 20    |
| 4     | 5 a 9   | 4     |
| 4     | 0 a 4   | 12    |

## Economia
El 2007 la població en edat de treballar era de 377 persones, 306 eren actives i 71 eren inactives. De les 306 persones actives 283 estaven ocupades (163 homes i 120 dones) i 23 estaven aturades (12 homes i 11 dones). De les 71 persones inactives 25 estaven jubilades, 19 estaven estudiant i 27 estaven classificades com a «altres inactius».

### Ingressos
El 2009 a Banvou hi havia 229 unitats fiscals que integraven 607 persones, la mediana anual d'ingressos fiscals per persona era de 17.205 €.

### Activitats econòmiques
Dels 15 establiments que hi havia el 2007, 1 era d'una empresa extractiva, 2 d'empreses de fabricació d'altres productes industrials, 6 d'empreses de construcció, 1 d'una empresa de comerç i reparació d'automòbils, 2 d'empreses d'hostatgeria i restauració, 1 d'una empresa de serveis i 2 d'entitats de l'administració pública.
Dels 5 establiments de servei als particulars que hi havia el 2009, 2 eren paletes, 1 guixaire pintor, 1 fusteria i 1 lampisteria.
L'any 2000 a Banvou hi havia 27 explotacions agrícoles que ocupaven un total de 935 hectàrees.

## Equipaments sanitaris i escolars
El 2009 hi havia una escola elemental integrada dins d'un grup escolar amb les comunes properes formant una escola dispersa.

## Poblacions més properes
El següent diagrama mostra les poblacions més properes.